# Alceste Angelini
Alceste Angelini (Buonconvento, 4 giugno 1920 – Siena, 24 luglio 1994) è stato un poeta e traduttore italiano.

## Biografia
Nato nel 1920 a Buonconvento, piccolo comune della provincia di Siena, si trasferì poi a Montalcino, Siena e Firenze, ove nel 1947 si laureò in lettere con una tesi sulla storia della lingua italiana.
Insegnante nelle scuole medie, collaborò con i quotidiani fiorentini Il Nuovo Corriere e La Nazione, e alcune importanti riviste quali L'Approdo letterario, un periodico trimestrale di letteratura, storia ed arte, alla cui direzione collaborarono intellettuali di rilievo come Bacchelli, Ungaretti, Cecchi e Valeri; Letteratura, trimestrale attento all'esperienze della letteratura europea e La Ruota mensile di politica, letteratura e arte, fondato nel 1937 e diretto da Mario Alberto Meschini.
Nel 1946 la casa editrice Vallecchi pubblicò il suo primo volume di poesie Prime poesie e traduzioni dal Greco, seguito da Altri versi (Quaderni de L'Indiano, 1962) e Parole dall'esilio (Barbablù, 1984) con una prefazione di Mario Luzi.

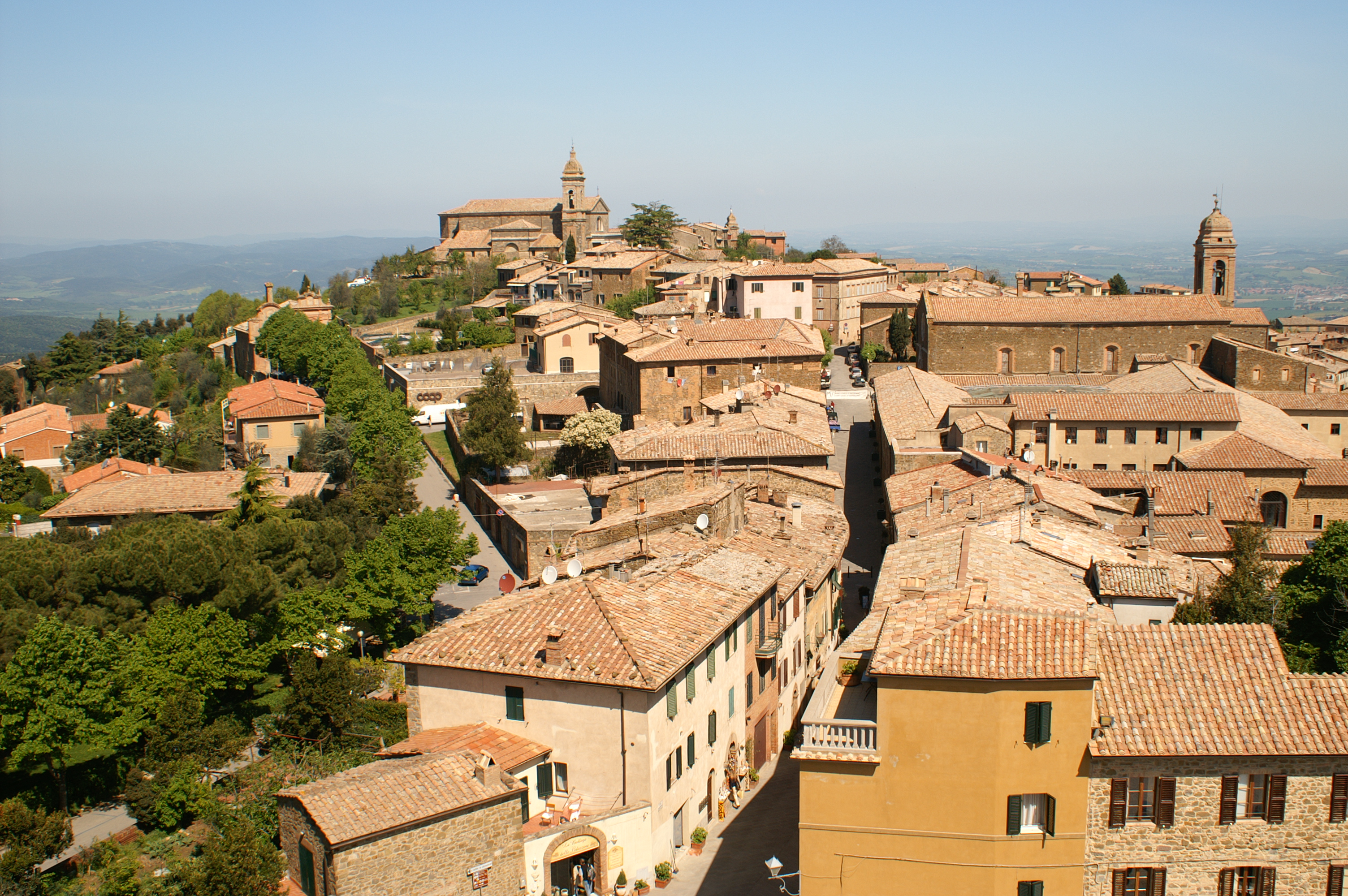
Montalcino

Oltre alle opere di poesia citate, Angelini tradusse dal greco gli Epigrammi di Asclepiade di Samo (Einaudi, 1970), l'Eracle di Euripide (Einaudi, 1973), gli Epigrammi di Callimaco (Einaudi, 1990). Curò, inoltre, l'antologia di poesia greca: Mimnermo e altri poeti greci (1993).
Sua è anche la prefazione, molto elogiativa, a Il ciclope di Euripide, tradotto in versi da Camillo Sbarbaro e pubblicato nel 1964 nella Collezione di poesia dell'editore Einaudi. Con il poeta Sbarbaro, Angelini ebbe negli anni sessanta anche scambi epistolari.
Gli amici del quartiere Travaglio di Montalcino, che lo conobbero negli anni dei suoi soggiorni nel comune senese, hanno pubblicato, postumo, il suo lavoro linguistico Saggio di lessico montalcinese (Quartiere Travaglio, edizioni il Leccio, 2000).